# 斯雷奇科·卡塔内茨
斯雷奇科·卡塔内茨（1963年7月16日—），斯洛文尼亚男子足球运动员。他曾代表南斯拉夫参加1984年和1988年夏季奥林匹克运动会足球比赛，其中1984年夏季奥运会获得一枚铜牌。